# Rose Madder
Rose Madder è un romanzo horror scritto da Stephen King e pubblicato nel 1995. Racconta gli effetti della violenza domestica e, stranamente per un lavoro di King, si basa su elementi della mitologia greca, in particolare le erinni (probabilmente basate sul mito del Minotauro).

## Trama
All'inizio del libro, ambientato nel 1985, il marito di Rose, Norman, la picchia mentre è incinta di quattro mesi, causandole un aborto. Rose immagina per un attimo di scappare da casa ma rinuncia all'idea: Norman è un poliziotto, ed è bravo nel rintracciare le persone. Ha anche un temperamento violento ed è stato recentemente accusato di aver picchiato un'afro-americana di nome Wendy Yarrow. Il processo e la commissione per gli Affari Interni lo hanno reso ancora più scorbutico ma ne esce con solo un ammonimento perché la testimone chiave, Wendy Yarrow, viene trovata uccisa (si scoprirà poi che è stato Norman ad ucciderla).
La storia fa un salto avanti: in un mattino di 9 anni dopo, quando Rose sta rifacendo il letto, nota una macchia di sangue sul lenzuolo, probabilmente perso la sera prima dal naso. Norman l'ha colpita in faccia per avergli rovesciato addosso del tè freddo. Rose si rende conto che ha subito passivamente gli abusi di Norman per quattordici anni e che, se continua a farlo, lei potrebbe anche lasciarci la pelle. Ma quando Rose si chiede: che succederebbe se Norman non la uccidesse? Come sarebbe lei dopo altri quattordici anni di violenza?
Rose (che misticamente inizia a chiamarsi "Rosie Real" (Rosie Vera, nella traduzione italiana, in omaggio ad un album di Carole King), prende quindi la difficile decisione di fuggire da casa, da una città senza nome nel nordest (alcuni riferimenti fanno credere che si tratti di Buffalo), e prende il primo bus diretto fuori città. 
Dopo l'arrivo a destinazione, in una città del Midwest su di un grande lago (forse Milwaukee ma più probabilmente Chicago), è disorientata e scoraggiata. Fortunatamente l'addetto allo sportello di assistenza viaggiatori, Peter Slowik, la indirizza ad una casa famiglia chiamata "Figlie e Sorelle", F&S. Qui, fa subito amicizia e, con l'aiuto della direttrice, Anna Stevenson, ex moglie di Slowik, trova un appartamento ed un lavoro da cameriera d'hotel.
Poche settimane dopo Rose decide di dare in pegno l'anello di fidanzamento, ma scopre che è solo una pietra senza valore. Prima di abbandonare il banco dei pegni nota un dipinto raffigurante una donna con un vestito color rosa di robbia (il cui nome in inglese è proprio Rose Madder) ed inizia subito ad amarlo. Scambia l'anello con la tela, che stranamente non ha la firma dell'autore, solo le parole "Rose Madder" scritte a carboncino sul retro. Fuori dal negozio uno sconosciuto le chiede di leggere un passaggio di un libro, ed è così impressionato che le offre un lavoro in una ditta che produce audiolibri. Il figlio del proprietario del banco dei pegni, il trentenne Bill Steiner, la invita a cena. Sembra che dopo aver sofferto per anni, finalmente ottenga quello che vuole: un buon lavoro, una casa tutta sua ed un uomo che l'ama.
Norman è deciso a punirla per averlo abbandonato. Usando le sue capacità quasi soprannaturali, la trova ed inizia a darle la caccia. Mentre continua ad avvicinarsi a lei (e inizia a perdere l'autocontrollo), Rose scopre che il nuovo quadro non è normale come sembrava.
Da un lato, la sua immagine si allarga mostrando più cose del mondo raffigurato. Da un altro, Rose scopre che può diventare un portale per un altro mondo. Proprio in questo mondo nuovo, c'è una donna chiamata Dorcas che somiglia a Wendy Yarrow, che ne assiste un'altra, quella che compare al centro del quadro. Non sapremo mai il vero nome di questa donna per cui verrà chiamata "Rose Madder". King, da molti indizi, sembra faccia capire che questo mondo sia lo stesso della serie La Torre Nera, molto probabilmente nella città di Lud.
Rose Madder chiede a Rose di salvarle la bambina da un labirinto sotterraneo in cui risiede un mostro simile a un toro monocolo e cieco, chiamato Erinni. Rose lo fa, e Rose Madder promette di ripagarla. Rose torna nel suo mondo e quasi dimentica l'accaduto, ma quando Norman, dopo aver ucciso Peter Slowik, attacca alcuni dei suoi amici del F&S, uccide anche la direttrice Anna Stivenson, e la segue al suo appartamento, capisce che le serve l'aiuto che le era stato promesso.
Rosie induce Norman, che si sta progressivamente trasformando in una nuova incarnazione del toro Erinni, a seguirla nel mondo del quadro, dove incontra una fine violenta e sanguinosa per mano di Rose Madder. Rosie torna nel suo mondo e conduce una vita normale senza più contatti con Rose Madder. Sposa Bill, al quale ha fatto dimenticare i momenti passati nel mondo ultraterrena con alcune gocce di un liquido magico, e tempo dopo ha con lui una figlia, ma scoprirà che la rabbia violenta che caratterizzava Norman e Rose Madder è rimasta dentro lei. In questo momento ricorda che Rose Madder, prevedendo il problema, le aveva consegnato dei semi magici dicendole "ricorda l'albero". Rosie pianta i semi in segreto vicino al suo lago preferito e scopre che quei semi si trasformano, negli anni, in un meraviglioso albero i cui frutti, però, sa che sono letali. 

### Numeri ISBN
- ISBN 0-451-18636-2
- ISBN 0-613-09625-8
- ISBN 0-670-85869-2

### Curiosità
- Il personaggio di Cynthia Smith ricompare ne I vendicatori e Desperation facendo riferimento ad alcuni fatti avvenuti in Rose Madder.

- Nel romanzo si fa accenno all'attentato a Susan Day, descritto in Insomnia.

- Nel romanzo viene citato un romanzo di Paul Sheldon, in riferimento al romanzo Misery, sempre di King.

## Edizioni
- Stephen King, Rose Madder, traduzione di Tullio Dobner, collana Narrativa, Sperling & Kupfer, 1996,  p. 511, ISBN 88-200-2935-9.